# Spännram

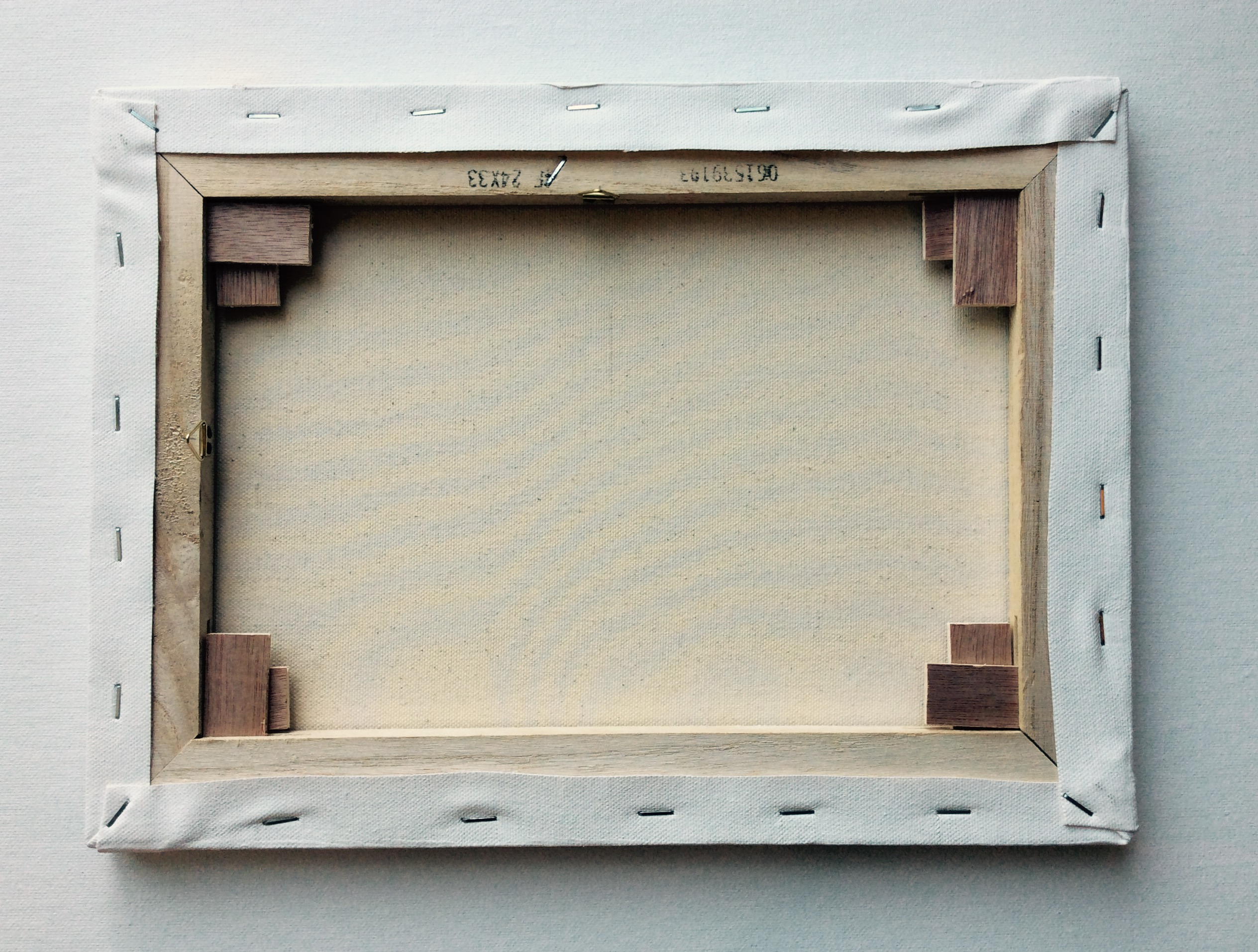
Kilram med duk i storlek F4 (24 × 33 cm).

En spännram, även blindram, är en ram på vilken man spänner upp en målarduk.
En kilram är en vanlig typ av spännram, där kilar i innerhörnen kan användas för att spänna en monterad duk ytterligare innan man börjar måla. Att använda kilarna för att åtgärda en målning vars duk med tiden börjat hänga, skadar lätt en äldre och skör målning och bör undvikas, eller utföras av någon kunnig, såsom en målerikonservator.
Ramen är traditionellt gjord i trä. För stadigare spännramar används även aluminium, som förses med trä i kanterna för infästning av duken. På stora spännramar monteras tvärslåar för ökad stabilitet.

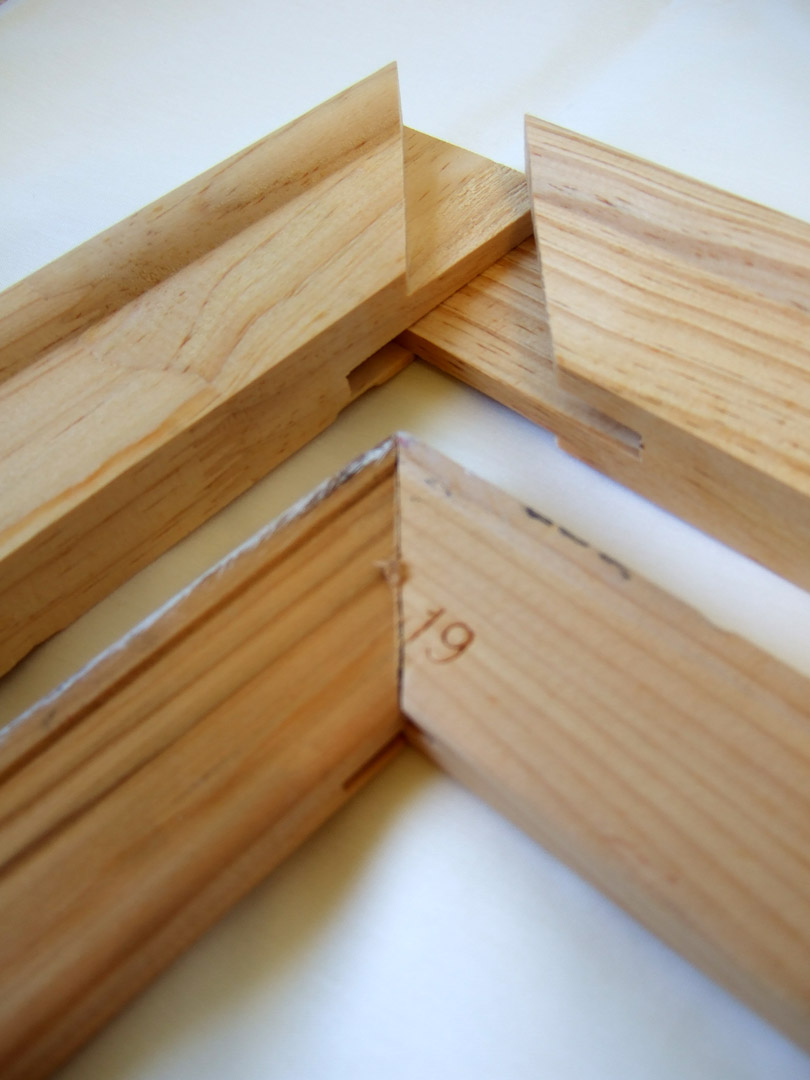
Montering av spännramar.
I det nedre, ihopsatta hörnet syns skåror för kilarna.

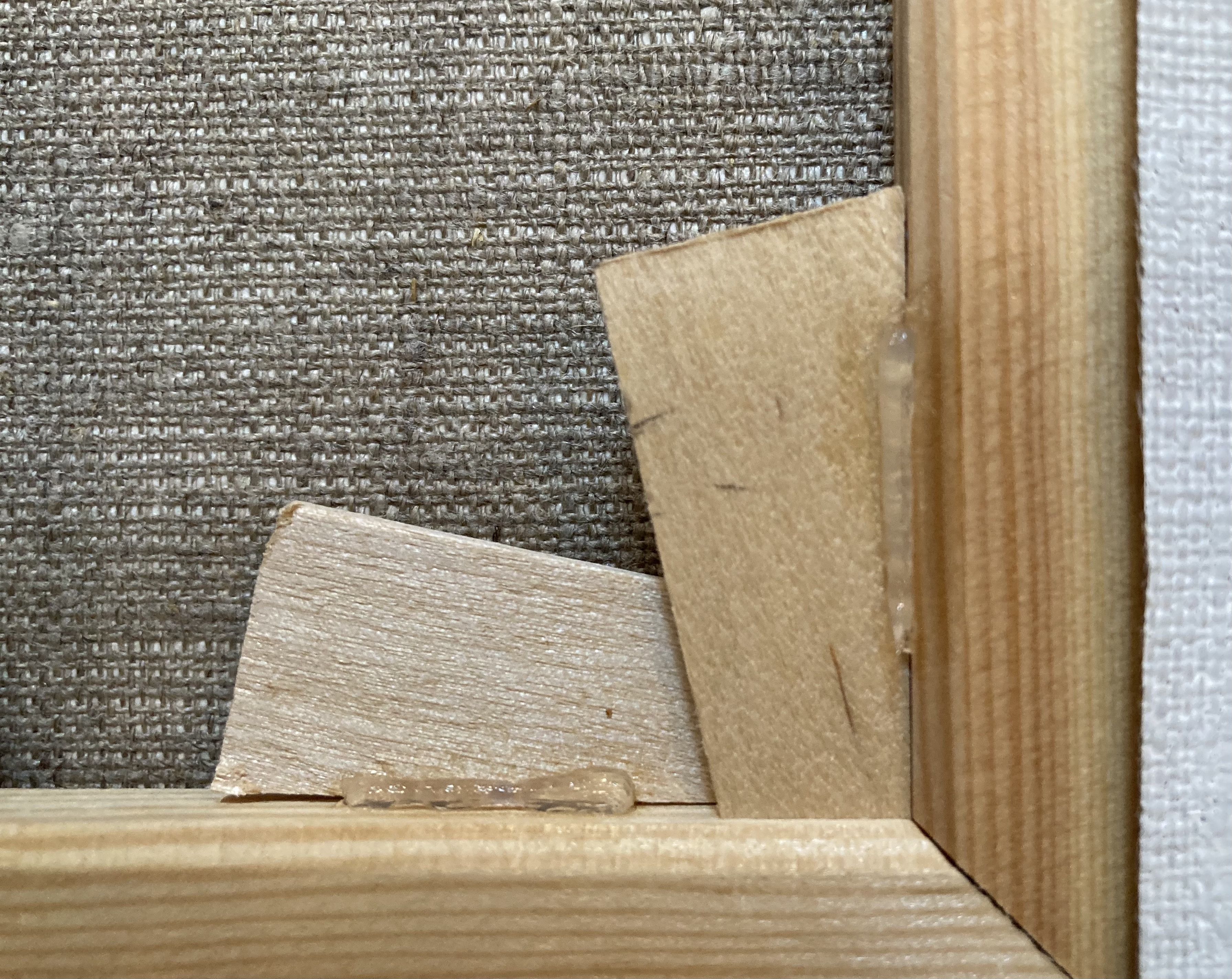
Närbild på kilar i en ram med uppspänd linneduk. Kilarna har säkrats på plats med en liten sträng neutralhärdande silikon längs sidan, för att inte falla ut om de skulle bli lösa.

I konstnärsbutiker kan man köpa ramdelar för egen montering och målarduk som metervara. Där, och i en del andra butiker, kan man även köpa redan uppspända målardukar i flera olika storlekar. Det finns bland dessa vissa standardstorlekar ordnade i serier efter format, som till exempel F-serien (figur), L-serien (landskap, mer avlångt format) och M-serien (marin, ännu mer avlångt). I F-serien är F1 minst, följt av F2, F3 och så vidare.